# Liste der Senatoren der Vereinigten Staaten aus New Mexico
Die Liste der Senatoren der Vereinigten Staaten aus New Mexico zeigt alle Personen auf, die jemals für diesen Bundesstaat dem US-Senat angehörten, nach den Senatsklassen sortiert. Dabei zeigt eine Klasse, wann dieser Senator wiedergewählt wird. Die Wahlen der Senatoren der class 1 fanden 2024 statt; die Senatoren der class 2 wurden im November 2020 wiedergewählt.

## Klasse 1

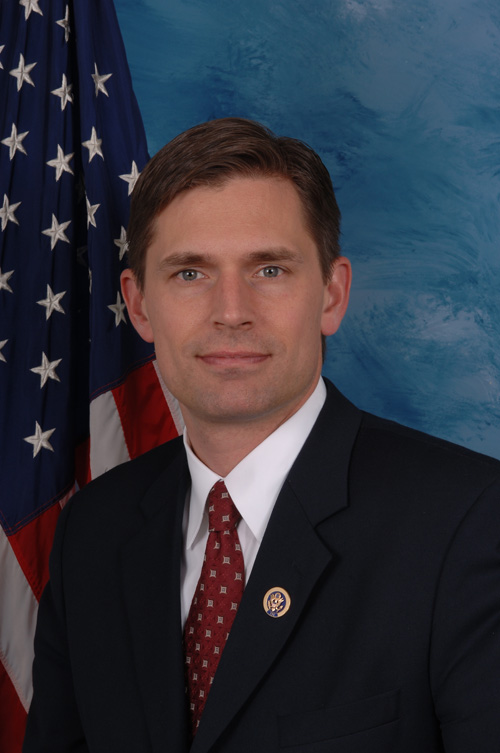
Martin Heinrich

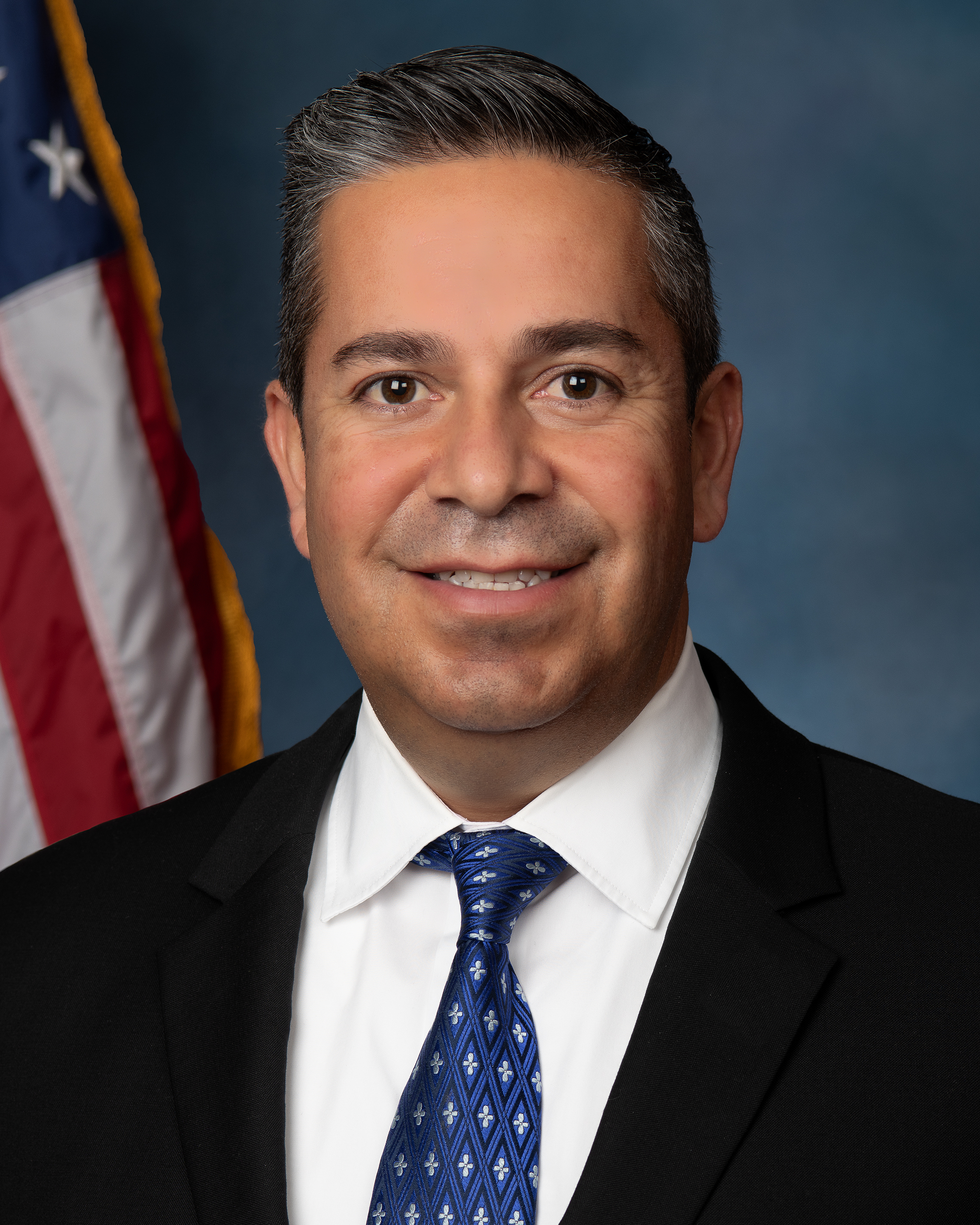
Ben Ray Luján

New Mexico ist seit dem 6. Januar 1912 US-Bundesstaat und hatte bis heute 10 Senatoren der class 1 im Kongress, von denen einer, Bronson M. Cutting, zwei Amtszeiten absolvierte, die nicht unmittelbar aufeinander folgten.
| Name                         | Amtszeit  | Partei       | Lebensdaten                       |
| ---------------------------- | --------- | ------------ | --------------------------------- |
| Thomas Benton Catron         | 1912–1917 | Republikaner | 6. Oktober 1840 – 15. Mai 1921    |
| Andrieus Aristieus Jones     | 1917–1927 | Demokrat     | 16. Mai 1862 – 20. Dezember 1927  |
| Bronson Murray Cutting       | 1927–1928 | Republikaner | 23. Juni 1888 – 6. Mai 1935       |
| Octaviano Ambrosio Larrazolo | 1928–1929 | Republikaner | 7. Dezember 1859 – 7. April 1930  |
| Bronson Murray Cutting       | 1929–1935 | Republikaner | s. o.                             |
| Dennis Chavez                | 1935–1962 | Demokrat     | 8. April 1888 – 18. November 1962 |
| Edwin Leard Mechem           | 1962–1964 | Republikaner | 2. Juli 1912 – 27. November 2002  |
| Joseph Manuel Montoya        | 1964–1977 | Demokrat     | 24. September 1915 – 8. Juni 1978 |
| Harrison Hagan Schmitt       | 1977–1983 | Republikaner | * 3. Juli 1935                    |
| Jesse Francis Bingaman       | 1983–2013 | Demokrat     | * 3. Oktober 1943                 |
| Martin Trevor Heinrich       | seit 2013 | Demokrat     | * 17. Oktober 1971                |

## Klasse 2
New Mexico hatte bis heute acht Senatoren der class 2:
| Name                    | Amtszeit  | Partei       | Lebensdaten                            |
| ----------------------- | --------- | ------------ | -------------------------------------- |
| Albert Bacon Fall       | 1912–1921 | Republikaner | 26. November 1861 – 30. November 1944  |
| Holm Olaf Bursum        | 1921–1925 | Republikaner | 10. Februar 1867 – 7. August 1953      |
| Sam Gilbert Bratton     | 1925–1933 | Demokrat     | 19. August 1888 – 22. September 1963   |
| Carl Atwood Hatch       | 1933–1949 | Demokrat     | 27. November 1889 – 15. September 1963 |
| Clinton Presba Anderson | 1949–1973 | Demokrat     | 23. Oktober 1895 – 11. November 1975   |
| Peter Vichi Domenici    | 1973–2009 | Republikaner | 7. Mai 1932 – 13. September 2017       |
| Thomas Stewart Udall    | 2009–2021 | Demokrat     | * 18. Mai 1948                         |
| Ben Ray Luján           | seit 2021 | Demokrat     | * 7. Juni 1972                         |